# Comité Maghrébin de l’Electricité
Das Comité Maghrébin de l’Electricité (COMELEC; deutsch Elektrizitätskomitee des Maghreb) ist ein supranationales Komitee, das von der Union des Arabischen Maghreb gegründet wurde und die Energiepolitik und Liberalisierungsbestrebungen, besonders bezüglich der Transmissionsnetze der Mitgliedsstaaten koordinieren soll. Es entspricht ungefähr der europäischen UCTE, nunmehr ENTSO-E.

## Mitglieder
Die folgenden Länder sind mit ihren jeweiligen nationalen Stromversorgern Mitglieder im COMELEC:
| Land        | Unternehmen                                             |
| ----------- | ------------------------------------------------------- |
| Algerien    | Société nationale de l'électricité et du gaz (Sonelgaz) |
| Libyen      | General Electric Company of Libya (GECOL)               |
| Marokko     | Office national d'électricité (ONE)                     |
| Mauretanien | Société Mauritanienne d'Electricité (SOMELEC)           |
| Tunesien    | Société tunisienne de l'électricité et du gaz (STEG)    |